# Prvenstvo BLP 1931-1932
Il Prvenstvo Beogradskog loptičkog podsaveza 1931./32., in cirillico Првенство Београдског лоптичког подсавеза 1931./32., (it. "Campionato della sottofederazione calcistica di Belgrado 1931-32") fu la tredicesima edizione del campionato organizzato dalla Beogradski loptački podsavez (BLP).
Il campionato era diviso era diviso fra le squadre di Belgrado città (divise in più classi, razred) e quelle della provincia (divise in varie parrocchie, župe). La vincitrice della 1. razred disputava la finale sottofederale contro la vincente del campionato provinciale.
In questa edizione la Prima classe venne divisa in due gironi: la 1./A razred riservata alle 3 squadre belgradesi che avevano partecipato al turno preliminare campionato nazionale 1930-31 e la 1. razred composta dalle 8 migliori squadre cittadine rimaste.

Le prime due classificate della 1./A razred si sarebbero qualificate al turno preliminare campionato nazionale 1931-32.

La prima classificata della 1. razred avrebbe sfidato la terza della 1./A razred per un posto nel turno preliminare campionato nazionale 1931-32. Le ultime 5 classificate sarebbero retrocesse in 2. razred.

## Prima classe "A"
```
Le 3 squadre belgradesi che hanno partecipato al 
Državno prvenstvo 1930-1931
 fanno un girone a sé. Le prime due accedono direttamente ai gironi di qualificazione al 
Državno prvenstvo 1931-1932
, mentre l'ultima classificata deve affrontare lo spareggio preliminare.
```

### Classifica
|                   | Pos. | Squadra       | Pt | G | V | N | P | GF | GS | QR    |
| ----------------- | ---- | ------------- | -- | - | - | - | - | -- | -- | ----- |
|                   | 1.   | Jugoslavija   | 6  | 4 | 3 | 0 | 1 | 13 | 7  | 1,857 |
|                   | 2.   | BSK Belgrado  | 6  | 4 | 3 | 0 | 1 | 11 | 9  | 1,222 |
|                   | 3.   | BASK Belgrado | 0  | 4 | 0 | 0 | 4 | 6  | 14 | 0,428 |
| Fonte: exyufudbal |      |               |    |   |   |   |   |    |    |       |

Legenda:
      Campione della BLP.
  Ammessa al turno preliminare del campionato nazionale.
  Partecipa allo spareggio prelimare per l'accesso al turno preliminare del campionato nazionale.
      Retrocessa nella classe inferiore.
Note:
Due punti a vittoria, uno a pareggio, zero a sconfitta.

### Risultati
21.02.1932. Jugoslavija – BASK 5–2
28.02.1932. BSK – BASK 3–2
13.03.1932. BSK – Jugoslavija 3–2
03.04.1932. BASK – BSK 2–3
17.04.1932. BASK – Jugoslavija 0–3
15.05.1932. Jugoslavija – BSK 3–2

## Prima classe
```
In questo torneo militano le squadre di seconda fascia della 
Beogradski loptački podsavez
. La vincitrice accede agli spareggi pre-qualificazioni per il 
Državno prvenstvo 1931-1932
.
```

### Classifica
|                   | Pos. | Squadra            | Pt | G  | V  | N | P | GF | GS | QR    |
| ----------------- | ---- | ------------------ | -- | -- | -- | - | - | -- | -- | ----- |
|                   | 1.   | Šparta Zemun       | 22 | 14 | 10 | 2 | 2 | 43 | 18 | 2,388 |
|                   | 2.   | Sloga Belgrado     | 20 | 14 | 7  | 6 | 1 | 27 | 17 | 1,588 |
|                   | 3.   | Grafičar Belgrado  | 16 | 14 | 6  | 4 | 4 | 39 | 35 | 1,114 |
|                   | 4.   | Obilić             | 15 | 14 | 6  | 3 | 5 | 44 | 36 | 1,222 |
|                   | 5.   | Jedinstvo Belgrado | 11 | 14 | 4  | 3 | 7 | 34 | 33 | 1,030 |
|                   | 6.   | Ruski Belgrado     | 10 | 14 | 4  | 2 | 8 | 24 | 47 | 0,510 |
|                   | 7.   | BUSK Belgrado      | 9  | 14 | 4  | 1 | 9 | 21 | 28 | 0,750 |
|                   | 8.   | Vitez Zemun        | 9  | 14 | 3  | 3 | 8 | 26 | 44 | 0,590 |
| Fonte: exyufudbal |      |                    |    |    |    |   |   |    |    |       |

Legenda:
  Partecipa allo spareggio prelimare per l'accesso al turno preliminare del campionato nazionale.
      Retrocessa nella classe inferiore.
Note:
Due punti a vittoria, uno a pareggio, zero a sconfitta.

### Risultati
Andata:
09.08.1931. Sloga – Obilić 2–1, Sparta – Jedinstvo 3–1
16.08.1931. Grafičar – Sloga 1–1
23.08.1931. Jedinstvo – Ruski 4–1, Sparta – Obilić 5–2
30.08.1931. Sparta – Sloga 2–2, BUSK – Ruski 1–0 (annullata, il giocatore Feldman ha giocato per il BUSK senza averne il diritto)
06.09.1931. Vitez – Obilić 4–3
13.09.1931. Sparta – Vitez 5–0, Sloga – Ruski 5–1
20.09.1931. Jedinstvo – Obilić 2–2, Sparta – Ruski 2–0
27.09.1931. Grafičar – Sparta 3–1, Sloga – BUSK 3–2
04.10.1931. Vitez – Sloga 1–1
11.10.1931. Vitez – BUSK 0–0
18.10.1931. Obilić – BUSK 2–0, Vitez – Grafičar 5–4
25.10.1931. Jedinstvo – Grafičar 5–4, Ruski – Vitez 3–1
01.11.1931. Obilić – Ruski 7–1, Sparta – BUSK 1–0
15.11.1931. Vitez – Jedinstvo 1–1, BUSK – Grafičar 5–2
22.11.1931. Grafičar – Ruski 2–1
29.11.1931. BUSK – Jedinstvo 2–1
06.12.1931. Sloga – Jedinstvo 3–3 (poništena!)
27.12.1931. Obilić – Grafičar 2–5
24.01.1931. Sloga – Jedinstvo 2–2 (nova!)
31.01.1932. BUSK – Ruski 4–2 (nova!)
Ritorno:
31.01.1932. Sparta – Vitez 2–1, Sloga – Obilić 3–1, Grafičar – Jedinstvo 3–2
07.02.1932. Obilić – Sparta 3–2, Sloga – Grafičar 3–0 a tavolino (annullata, la JNS ha ribaltato la decisione della BLP), Jedinstvo – BUSK 2–0, Ruski – Vitez 3–2
14.02.1932. Sloga – BUSK 2–1, Sparta – Jedinstvo 5–2, Obilić – Vitez 9–5, Grafičar – Ruski 3–3
21.02.1932. Sparta – Grafičar 4–0, Obilić – BUSK 3–1, Sloga – Vitez 2–0
28.02.1932. Obilić – Jedinstvo 5–2, Grafičar – Vitez 6–1, Sparta – Ruski 6–2
06.03.1932. Ruski – Sloga 2–0
13.03.1932. Grafičar – Obilić 2–2, Ruski – BUSK 2–1
20.03.1932. Obilić – Ruski 2–2
03.04.1932. Sloga – Jedinstvo 1–0
17.04.1932. Sloga – Sparta 1–1
24.04.1932. Sparta – BUSK 4–1
22.05.1932. Grafičar – BUSK 2–1
05.06.1932. Vitez – BUSK 2–3, Jedinstvo – Ruski 5–1
12.06.1932. Vitez – Jedinstvo 3–2
28.08.1932. Grafičar – Sloga 2–2 (nuova)

## Classi inferiori
Nella stagione 1931-32, la città di Belgrado contava 53 squadre divise in cinque classi:
- 3 squadre in 1.A razred
- 8 squadre in 1. razred
- 16 squadre in 2. razred (8 nel gruppo Sava e 8 nel gruppo Drava)
- 16 squadre in 3. razred (8 nel gruppo Drina e 8 nel gruppo Morava)
- 10 squadre in 4. razred[4]

### 2. razred

#### Gruppo Sava
```
   Squadra                         G   V   N   P   GF  GS  Q.Reti  Pti
1  
Čukarički
                       14  10  1   3   33  19  1,737   21 (promosso in 1.B razred)
2  
Radnički
                        14  9   3   2   40  21  1,905   21 (promosso in 1.B razred)
3  
Slavija
                         14  7   2   5   25  23  1,087   16 (promosso in 1.B razred)
4  Gvožđar                         14  5   4   5   24  18  1,333   14
5  Olimpija                        14  5   3   6   28  33  0,848   13
6  Hajduk                          14  5   1   8   22  27  0,815   11
7  
Palilulac
                       14  3   4   7   24  31  0,774   10
8  Uskok                           14  2   2   10  16  40  0,400   6
```